# 伽利略变换
伽利略變換（英語：Galilean transformation）是中用以在兩個只以匀速相對移動的參考系之間變換的方法，屬於一種被動態變換。在相對論效應下，伽利略变换在物體以接近光速運動时不成立，在電磁系統中也不会成立。
伽利略·伽利莱在解釋匀速運動時制定了這一套概念。他用其解釋球體滾下斜面這一力學問題，並測量出地球表面引力加速度的數值。
在狭义相对论中，伽利略变换被庞加莱变换所取代；相反，庞加莱变换的经典极限c →∞中的群收缩产生了伽利略变换。

## 平移

伽利略變換示意圖

伽利略變換建基於人們加減物體速度的直覺。在其核心，伽利略變換假設時間和空間是絕對的。
這項假設在洛伦兹变换中被捨棄，因此就算在相對論性速度下，洛伦兹变换也是成立的；而伽利略變換則是洛伦兹变换的低速近似值。
以下為伽利略變換的數學表達式，其中{\displaystyle (x,y,z,t)}和{\displaystyle (x',y',z',t')}分別為同一個事件在兩個坐標系{\displaystyle S}和{\displaystyle S'}中的坐標。兩個坐標系以相對匀速運行（速度為{\displaystyle v}），運行方向為{\displaystyle x}和{\displaystyle x'}，原點在時間{\displaystyle t=t'=0}時重合。

{\displaystyle x'=x-vt\,}
{\displaystyle y'=y\,}
{\displaystyle z'=z\,}
{\displaystyle t'=t\,}
最後一條方程式意味著時間是不受觀測者的相對運動影響的。
利用線性代數的術語來說，這種變換是個錯切，是矩陣對向量進行變換的一個過程。當參考系只沿著x軸移動時，伽利略變換只作用於兩個分量：
{\displaystyle (x',t')=(x,t){\begin{pmatrix}1&0\\-v&1\end{pmatrix}}.}
雖然在伽利略變換中沒有必要用到矩陣表達法，但是用了矩陣就可以和狹義相對論中的變換法進行比較。

## 三種伽利略變換

沿著一個加速中觀測者的世界線所看到的時空。
縱軸為時間，橫軸為距離，虛線為觀測者在時空中的軌跡。圖的下半部是已經發生了的事件，上半部則是未來的事件。圖中小點為時空中的事件。
世界線的斜率為觀測者的相對速率。注意觀測者在加速時所看到的時空會進行錯切。

伽利略變換可以唯一寫成由時空的旋轉、平移和匀速運動複合而成的函數。設x為三維空間中的一點，t為一維時間中的一點。時空當中的任何一點可以表達為有序對(x,t)。速度為v的匀速運動表達為{\displaystyle (\mathbf {x} ,t)\mapsto (\mathbf {x} +t\mathbf {v} ,t)}，其中v在R3內。平移表達為{\displaystyle (\mathbf {x} ,t)\mapsto (\mathbf {x} +\mathbf {a} ,t+b)}，其中a在R3內，b在R內。旋轉表達為{\displaystyle (\mathbf {x} ,t)\mapsto (G\mathbf {x} ,t)}，其中G : R3 → R3為某正交變換。作為一個李群，伽利略變換的維度為10。
这三种变换可更加数学化地表达为伽利略群。首先G为SO(3)中的旋转矩阵，3维内积在G的作用下保持不变，表达为:{\displaystyle <G{\overrightarrow {x}},G{\overrightarrow {y}}>=<{\overrightarrow {x}},{\overrightarrow {y}}>\,\!}设在某t时刻有映射{\displaystyle \varphi _{t}({\overrightarrow {a}},{\overrightarrow {b}},G)}将空间上的某一点x映射到另一点{\displaystyle G{\overrightarrow {x}}+{\overrightarrow {a}}+{\overrightarrow {b}}\cdot t}上。可证得{\displaystyle \varphi _{t}}构成一个群。

结合律：{\displaystyle \varphi _{t}}为线性映射，线性映射满足结合律。
单位元：{\displaystyle \varphi _{t}({\overrightarrow {0}},{\overrightarrow {0}},\mathbf {I} )({\overrightarrow {x}})={\overrightarrow {x}}}
逆映射：{\displaystyle \varphi _{t}({\overrightarrow {a}},{\overrightarrow {b}},G)^{-1}=\varphi _{t}(-G^{-1}{\overrightarrow {a}},-G^{-1}{\overrightarrow {b}},G^{-1})}
封闭性：{\displaystyle {\begin{aligned}\varphi _{t}({\overrightarrow {a'}},{\overrightarrow {b'}},G')\circ \varphi _{t}({\overrightarrow {a}},{\overrightarrow {b}},G)({\overrightarrow {x}})=GG'{\overrightarrow {x}}+(G'{\overrightarrow {a}}+{\overrightarrow {a'}})+(G{\overrightarrow {b}}+{\overrightarrow {b'}})\cdot t\\=\varphi _{t}(G'{\overrightarrow {a}}+{\overrightarrow {a'}},G{\overrightarrow {b}}+{\overrightarrow {b'}},GG')({\overrightarrow {x}})\end{aligned}}}
对应的有：

空间平移：{\displaystyle \varphi _{t}({\overrightarrow {a}},{\overrightarrow {0}},\mathbf {I} )({\overrightarrow {x}})={\overrightarrow {x}}+{\overrightarrow {a}}}

速度变换：{\displaystyle \varphi _{t}({\overrightarrow {0}},{\overrightarrow {b}},\mathbf {I} )({\overrightarrow {x}})={\overrightarrow {x}}+{\overrightarrow {b}}\cdot t}

空间旋转：{\displaystyle \varphi _{t}({\overrightarrow {0}},{\overrightarrow {0}},G)({\overrightarrow {x}})=G{\overrightarrow {x}}}

{\displaystyle \varphi _{t}({\overrightarrow {a}},{\overrightarrow {b}},G)}为不含时伽利略群，加上时间平移{\displaystyle t\mapsto t+t_{0}}后映射{\displaystyle ({\overrightarrow {x}},t)\mapsto (\varphi _{t},t+t_{0})=(G{\overrightarrow {x}}+{\overrightarrow {a}}+{\overrightarrow {b}}\cdot t,t+t_{0})}构成一个完整伽利略群，其依旧满足群的性质。完整伽利略群具有10个生成元，分别为3个空间平移(x,y,z)，3个空间转动(对应3个坐标基矢），3个速度，以及一个时间平移。

## 伽利略群的中心擴張
這裡我們只考慮伽利略群的李代數。結果能夠輕易延伸到李群。L的李代數由H、Pi、Ci和Lij張成（反對稱張量），並能夠受交換子的作用，其中
{\displaystyle [H,P_{i}]=0\,\!}
{\displaystyle [P_{i},P_{j}]=0\,\!}
{\displaystyle [L_{ij},H]=0\,\!}
{\displaystyle [C_{i},C_{j}]=0\,\!}
{\displaystyle [L_{ij},L_{kl}]=i[\delta _{ik}L_{jl}-\delta _{il}L_{jk}-\delta _{jk}L_{il}+\delta _{jl}L_{ik}]\,\!}
{\displaystyle [L_{ij},P_{k}]=i[\delta _{ik}P_{j}-\delta _{jk}P_{i}]\,\!}
{\displaystyle [L_{ij},C_{k}]=i[\delta _{ik}C_{j}-\delta _{jk}C_{i}]\,\!}
{\displaystyle [C_{i},H]=iP_{i}\,\!}
{\displaystyle [C_{i},P_{j}]=0\,\!.}
H為時間平移的生成元（哈密顿算符），Pi為平移的生成元（動量算符），Ci為伽利略變換的生成元，而Lij為旋轉的生成元（角動量算符）。
現在我們可以對H'、P'i、C'i、L'ij（反對稱張量）、M所張成的李群進行中心擴張，使得M與一切都可交換（位於中心，「中心擴張」因此得名）：
{\displaystyle [H',P'_{i}]=0\,\!}
{\displaystyle [P'_{i},P'_{j}]=0\,\!}
{\displaystyle [L'_{ij},H']=0\,\!}
{\displaystyle [C'_{i},C'_{j}]=0\,\!}
{\displaystyle [L'_{ij},L'_{kl}]=i[\delta _{ik}L'_{jl}-\delta _{il}L'_{jk}-\delta _{jk}L'_{il}+\delta _{jl}L'_{ik}]\,\!}
{\displaystyle [L'_{ij},P'_{k}]=i[\delta _{ik}P'_{j}-\delta _{jk}P'_{i}]\,\!}
{\displaystyle [L'_{ij},C'_{k}]=i[\delta _{ik}C'_{j}-\delta _{jk}C'_{i}]\,\!}
{\displaystyle [C'_{i},H']=iP'_{i}\,\!}
{\displaystyle [C'_{i},P'_{j}]=iM\delta _{ij}\,\!}

## 備註
1. ↑  .   [2021-06-26]. （原始内容存档于2021-06-28）.
2. ↑  Arthur Beiser; Kok Wai Cheah. . McGraw-Hill. 2015: 第6頁. ISBN 9789814595261.
3. ↑  Galileo 1638 Discorsi e Dimostrazioni Matematiche, intorno á due nuoue scienze 191 - 196, published by Lowys Elzevir (Louis Elsevier), Leiden, or  Two New Sciences, English translation by Henry Crew and Alfonso de Salvio 1914, reprinted on pages 515-520 of On the Shoulders of Giants: The Great Works of Physics and Astronomy. Stephen Hawking, ed. 2002 ISBN 978-0-7624-1348-5
4. ↑  Mould, Richard A., , Springer-Verla, 2002, ISBN 0-387-95210-1, Chapter 2 §2.6, p. 42 （页面存档备份，存于）
5. ↑  Lerner, Lawrence S., , Jones and Bertlett Publishers, Inc, 1996, ISBN 0-7637-0460-1, Chapter 38 §38.2, p. 1046,1047 （页面存档备份，存于）
6. ↑  Serway, Raymond A.; Jewett, John W., , Brooks/Cole - Thomson Learning, 2006, ISBN 0-534-49143-X, Chapter 9 §9.1, p. 261 （页面存档备份，存于）
7. ↑  Hoffmann, Banesh, , Scientific American Books, 1983, ISBN 0-486-40676-8, Chapter 5, p. 83 （页面存档备份，存于）
8. 1 2 3  Arnold, V. I.  2. Springer-Verlag. 1989: 6  [2013-01-30]. ISBN 0-387-96890-3. （原始内容存档于2013-03-12）.
9. ↑  H.R.Petry,B.Metsch; Theoretische Mechanik (Oldenburg, München 2005) 第18页 ISBN 3-486-24673-9